# Pumpspeicherwerk Johanneszeche
Das Pumpspeicherwerk Johanneszeche (auch als Pumpspeicherkraftwerk am Osser bezeichnet) war ein von der DSW Solar 14 GmbH & Co. KG, einem Unternehmen der Vispiron-Gruppe, geplantes Pumpspeicherwerk am Osser im Markt Lam (Landkreis Cham).

## Geschichte
Im Februar 2014 wurde die Existenz einer Machbarkeitsstudie der Fa. Vispiron zu einem Pumpspeicherwerk am Osser bekannt und vom Unternehmen bestätigt. Im März formierte sich der erste Widerstand in einem Aktionsbündnis und der Bund Naturschutz kündigte im Mai „geballten Widerstand“ an. Am 2. Juli 2014 übergab das Aktionsbündnis 6700 gesammelte Unterschriften gegen das Projekt an den Regierungspräsidenten der Oberpfalz. Vispiron initiierte zur gleichen Zeit einen „Beirat“. Das Raumordnungsverfahren begann am 17. Juli 2015. Um die Stimmungslage in der Bevölkerung auszuloten, wurde am 26. Juli 2015 ein Bürgerentscheid durchgeführt. Hierbei sprachen sich 85 % der Abstimmenden gegen den Bau aus. Das Raumordnungsverfahren wurde im August 2015 eingestellt, da die erforderlichen Grundstücke nach dem Bürgerentscheid nicht mehr zur Verfügung standen und eine Realisierung deshalb nicht mehr möglich war. Das Unternehmen erklärte, das Projekt läge „auf Eis“. Das PSW sollte pro Jahr 200.000 MWh speichern. Die geplante Investitionssumme wurde auf etwa 150 Mio. € berechnet.

## Technik
Das Volumen von Unter- und Oberbecken soll je 593.000 m³ betragen. Für das Unterbecken sehen die Planungen als Höhenlage von Sohle und maximalem Wasserspiegel 564,5 m ü. NN und 584,5 m ü. NN vor. Beim Oberbecken sind die geplanten Höhenlagen entsprechend auf 1134 m ü. NN und 1162 m ü. NN festgesetzt. Das etwas östlich des Unterbeckens geplante Turbinenhaus im Ortsteil Engelshütt wird ausgelegt für Anlagen mit einer Pumpleistung von 120 MW und einer Turbinenleistung von 100 MW. Mit dem erwarteten Wirkungsgrad von 83 Prozent ergäbe sich zusammen mit dem Speichervolumen von 593.000 m³ eine Speicherkapazität von 810 MWh. Turbinenhaus und Oberbecken sollen mit einer 5330 m langen Druckrohrleitung mit Innendurchmesser 2,4 m verbunden werden. Davon sollen entsprechend der Planung 1470 m als Stahldruckleitung im bergmännischen Vortrieb errichtet werden. 3860 m der unterirdischen Leitung sollen in offener Bauweise aus Stahl oder aus glasfaserverstärkten Kunststoff (GFK) errichtet werden.